# Rode toren (Pärnu)

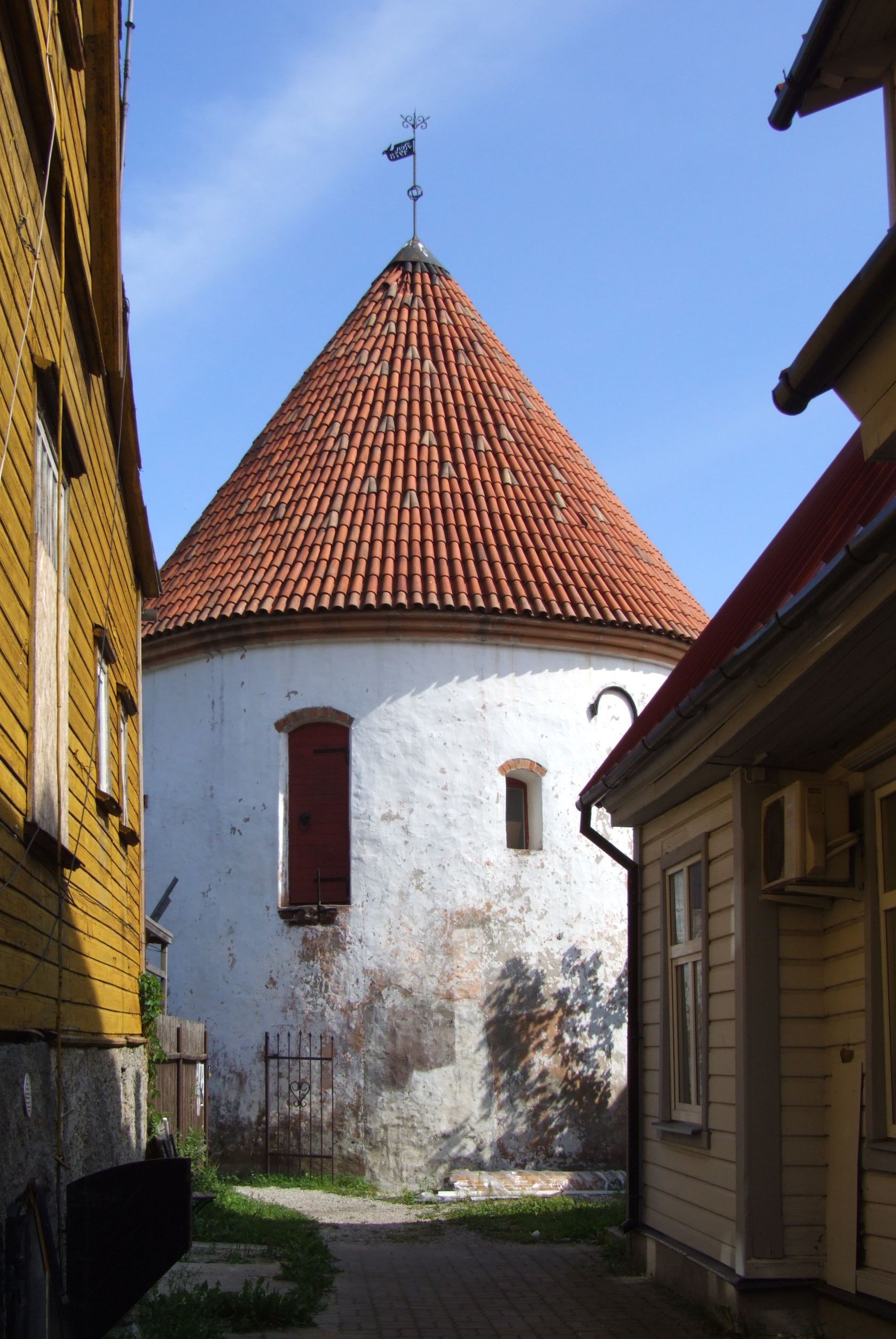
Rode toren (2011)

De rode toren is een middeleeuwse verdedigingstoren in de Estse stad Pärnu. 
Het is het enige overgebleven verdedigingswerk van de middeleeuwse Hanzestad Pärnu. Oorspronkelijk gebouwd in de 15e eeuw, bevindt de toren zich in de zuidoostelijke hoek van de stadsmuur. Hoewel de toren bekend staat als de Rode Toren, is deze eigenlijk wit van kleur. Het is het oudste architectonische monument van Pärnu en diende ooit als gevangenis. Volgens historische verslagen was Pärnu in de 14e eeuw omringd door een versterkte muur met meerdere torens, waaronder de Viliand-toren in het noordoosten en de Rode Toren in het zuidoosten. Na een reconstructie in 1893 kreeg de toren zijn huidige uiterlijk. De naam Rode Toren komt voort uit de rode bekleding die zowel het interieur als exterieur ooit bedekte. In 1624 had de toren vier verdiepingen en een gevangeniscel van zes meter diep, waarvan drie verdiepingen bewaard zijn gebleven. In de periode 1973-1980 onderging de Rode Toren een restauratie, echter zonder de oorspronkelijke bakstenen bekleding.
Tegenwoordig vervult de Rode Toren als filiaal van het Pärnu Museum. Het biedt bezoekers een moderne panoramabioscoop en dient als een informatief centrum dat de rijke geschiedenis van de middeleeuwse stad introduceert.
Pärnu-museum · Koidula-museum · Rode toren